# Nehemias Tjernagel
Nehemias Tjernagel (Follinglo Farm bij Story City (Iowa), 28 maart 1868 – aldaar, 17 mei 1958) was een Amerikaans componist, dirigent en landbouwer van Noorse afkomst.

## Levensloop
Tjernagels familie was 1851 van Noorwegen naar Illinois in der Verenigde Staten geëmigreerd. In 1858 vertrok de familie naar Story County, in Iowa. Tjernagel deed zijn muziekstudies in Duitsland en in Noorwegen. Hij leefde de meeste tijd van zijn leven als boer op de Follinglo Farm. Daarnaast dirigeerde hij verschillende harmonieorkesten, leerde muziek, schreef kronieken en componeerde hymnen en vooral werken voor harmonieorkest.

## Composities

### Werken voor harmonieorkest
- 1890 Story City Overture
- 1910 Roosevelt Overture

### Werken voor piano
- Lille Madit

## Publicaties
- Nehemias Tjernagel: Fodture i Ægypten og Palæstina, Randall, Iowa, 1897.
- Nehemias Tjernagel: Paragraphs of a pedestrian, Northfield, Minnesota, Mohn Print. Co., 1913.
- Nehemias Tjernagel: Walking trips in Norway, Columbus, Ohio, Lutheran book concern, 1917.
- Nehemias Tjernagel: Papers, 1868-1976, Story City, Iowa.
- Nehemias Tjernagel: Contributions to church periodicals, foreword 1955.
- Nehemias Tjernagel en Peter T. Harstad: Nehemias Tjernagel's Music : an album, Lakeville, Minnesota, Jackpine Press, 2006.